# Jaseur du Japon
Bombycilla japonica
Espèce
Statut de conservation UICN

 NT  : Quasi menacé
Le Jaseur du Japon (Bombycilla japonica) est une espèce de passereaux frugivores migrateurs habitant en Asie du Nord-Est.

## Description
Le jaseur du Japon mesure jusqu'à 16 cm de long. Il a une huppe sur la tête, des plaquettes rouges sur les ailes et une bavette noire sous le bec.
Il se nourrit surtout de baies.

## Habitat
Le jaseur du Japon vit dans les forêts de l'est de la Sibérie et il hiverne au Japon et en Corée.